# マルバタバコ
マルバタバコ（Nicotiana rustica ニコチアナ・ルスティカ）は、タバコの品種の1つ。英語では Wild Tobacco、南米では mapacho などと呼ばれる。ナス科タバコ属の多年草の亜熱帯性植物である。原産地は南米である。
リンネの『植物の種』(1753年) で記載された植物の一つである。

## 特徴
一年性草本。高さ1.5メートル程度の茎を数本直立する。有柄の葉は肉厚で、心臓形から卵形、長さは20センチメートルほど、軟毛が多数あり粘つく。円錐花序をつけ、花冠の長さ1.5センチメートルほど。花筒は短かい円筒形か倒円錐形で淡黄緑色。 上部は浅裂し、裂片は先は丸いかやや尖る。朔果は卵形から球形。
本種は N. paniculata と N. undulata の複二倍体と考えられている。タバコ（N. tabacum）とも交雑可能である。

## 分布
アンデス高原のエクアドル南西部からボリビア北部まで、標高1700メートルから3600メートルにかけて分布する。

## 利用
タバコ（Nicotiana tabacum）と比較して高濃度のニコチンを含む。喫味が劣るため、一般的な紙巻たばこの原料としては用いられていないが、中央アジアやその近隣の新疆ウイグル自治区などでは今も喫煙する姿が見られる。また、南米のシャーマンによって宗教的儀式に用いられる。

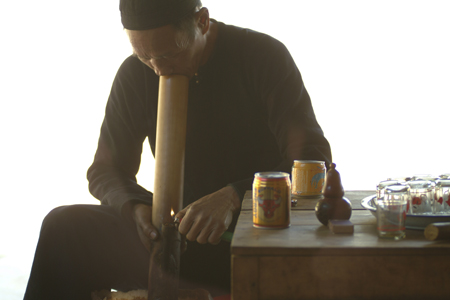
マルバタバコをボング(喫煙具)で喫煙する男性